# 1 Night in China
1 Night in China ist ein US-amerikanischer Pornofilm aus dem Jahr 2004. Er wurde vor allem durch die beiden Darsteller, die ehemaligen WWE-Wrestler Joanie Laurer (bei WWE als Chyna) und Sean Waltman (X-Pac) bekannt.

## Handlung
Die Rahmenhandlung ist eine geführte Tour durch China, an der Sean Waltman und Joanie Laurer teilnehmen. Die Tour wird unterbrochen durch explizite Anal-, Oral- und Vaginalsex-Szenen. Eine Analsexszene dient als Höhepunkt der Handlung.

## Entstehung
Laurer und Waltman filmten die Sexszenen in der eigenen Wohnung, wobei Waltman als Kameramann fungierte. Sie wandten sich an das Produktionsunternehmen Red Light District Video, das den Film in sein Programm aufnahm und um eine Rahmenhandlung ergänzte. Der Name ist sowohl eine Anspielung auf das geleakte Sextape 1 Night in Paris mit Paris Hilton als auch auf Laurers Wrestlingnamen Chyna, den sie auf Grund des Vertrages mit WWE nicht mehr führen durfte, bis sie 2007 ihren Namen offiziell ändern ließ.
Der Film soll sich über 100.000 mal verkauft haben, wobei beide Darsteller sich die Profite teilten. Für Chyna handelte es sich zunächst um einen Karriereboost. Sie startete sowohl eine Karriere als Pornodarstellerin, erhielt aber auch eine Rolle in der VH1-Realityshow The Surreal Life. Allerdings verbaute ihr der Pornofilm auch jegliche Chance erneut bei WWE anzutreten. Zudem geriet sie in eine Spirale aus Drogen und Gewalt. Sie verstarb 2016 an einer Überdosis von Medikamenten.
Für Sean Waltman handelte es sich eher um einen Abstieg. Er gab später an von Laurer zu dem Tape gedrängt worden zu sein und zu dieser Zeit stark drogenabhängig gewesen zu sein. Jedoch sagte er auch, etwa 250.000 US-Dollar mit dem Tape verdient zu haben und das Chyna wesentlich mehr erhalten habe. Chyna selbst zerstritt sich mit Waltman und behauptete später von ihm gedrängt worden zu sein.
2006 erschien mit Another Night in China ein zweiter Teil.

## Auszeichnungen
Der Film wurde bei den AVN Awards 2006 als „Top Selling Release of the Year“ ausgezeichnet.